# 源多
源 多（みなもと の まさる）は、平安時代初期から前期にかけての公卿。仁明天皇の皇子（仁明第一源氏）。官位は正二位・右大臣兼左近衛大将、贈従一位。

## 経歴
一般に仁明天皇第一源氏とされており、多の兄弟で源姓を賜与され臣籍降下した者たちを仁明源氏と称す。
承和2年（835年）源朝臣の姓を賜与された。嘉祥2年（849年）無位から従四位下に直叙され、翌嘉祥3年（850年）阿波守に任ぜられたが、同年4月に父・仁明天皇と共に出家した。間もなく還俗したらしく、仁寿2年（852年）正月に阿波守に再任され、次いで宮内卿に転じて、美作守・備中守を兼任した。
仁寿4年（854年）24歳で参議に任ぜられる。議政官として宮内卿・左兵衛督・左衛門督を歴任した。天安2年（858年）清和天皇の即位に伴って正四位下に叙せられる。貞観8年（866年）従三位、貞観12年（870年）中納言、貞観14年（872年）大納言、貞観17年（875年）正三位と清和朝中盤以降は順調に昇進し、貞観19年（877年）には左近衛大将も兼ねた。
元慶3年（879年）従二位、元慶6年（882年）右大臣に叙任され、同年職封半減を上表して許された。大納言昇進後の陽成天皇・光孝天皇治世下において、上席の左大臣・源融を凌ぐ権勢を持ち、上卿として多くの官符を奉勅宣布している。仁和3年（887年）正二位に叙位されたが、翌仁和4年（888年）10月17日に病気により薨御。死の直前の顔色は土色で吐血して気絶し、そのまま没したという。享年58。最終官位は正二位右大臣兼左近衛大将。没後従一位を追贈された。

## 逸話
- 仁和年中に深紅色の衣服の着用が禁じられていたにもかかわらず、右大臣の多は深紅の襖子（あおし）を着用し、検非違使の小野道風に裂き取られたことがあったと伝わる。
- 学者として、また漢詩人としても名高かった島田忠臣（菅原道真の舅にして師）と交流があり、元慶7年（883年）春に忠臣が美濃介として地方官に任じられ、健康に優れない状態[2]を押して任地の美濃国に赴いた際、右大臣であった多は忠臣に対し馬を贈っている[3]。

## 官歴
注記のないものは『六国史』による。
- 嘉祥2年（849年） 正月7日：従四位上（直叙）
- 嘉祥3年（850年） 正月15日：阿波守。3月19日：出家
- 仁寿2年（852年） 正月15日：阿波守[4]。2月：宮内卿[4]
- 仁寿3年（853年） 正月16日：兼美作守。7月1日：兼備中守
- 仁寿4年（854年） 8月28日：参議、宮内卿備中守如元
- 斉衡2年（855年） 正月15日：兼越前権守
- 天安元年（857年） 6月19日：兼左兵衛督、止宮内卿
- 天安2年（858年） 正月16日：兼信濃守。6月14日：兼伊勢守。8月27日：装束司（文徳天皇葬儀）。11月7日：正四位下
- 貞観3年（861年） 正月13日：兼備前守、左兵衛督如元
- 貞観6年（864年） 3月8日：兼左衛門督
- 貞観8年（866年） 正月7日：従三位
- 貞観10年（868年） 正月16日：兼近江守、左衛門督如故
- 貞観12年（870年） 正月13日：中納言
- 貞観14年（870年） 8月25日：大納言
- 貞観17年（875年） 正月7日：正三位。2月27日：兼陸奥出羽按察使[4]
- 貞観19年（877年） 2月29日：兼左近衛大将
- 元慶3年（879年） 11月25日：従二位
- 元慶6年（882年） 正月10日：右大臣、左大将如元
- 仁和3年（887年） 11月17日：正二位[4]
- 仁和4年（888年） 10月17日：薨御（正二位右大臣兼左近衛大将）。10月21日：贈従一位[5]

## 系譜
- 父：仁明天皇
- 母：百済王豊俊の娘[6]
- 妻：不詳
- 生母不明の子女
  - 男子：源淵 - 正五位下、蔵人、豊後守、侍従、宮内大輔
  - 男子：源進 - 従四位下、蔵人、三河守、
  - 男子：源任 - 従五位上
  - 男子：源漑 - 従五位下
  - 男子：源清 - 従五位下